# Isaac Ridgeway Trimble
Isaac Ridgeway Trimble (Contea di Culpeper, 15 maggio 1802 – Baltimora, 2 gennaio 1888) è stato un generale statunitense.
Di professione ingegnere ferroviario, allo scoppio della guerra civile si arruolò nell'esercito confederato come colonnello del genio. Si distinse nella battaglia di Gettysburg dove partecipò alla disperato attacco sulla Cemetery Hill, rimanendovi gravemente ferito.

## Biografia
Isaac Ridgeway Trimble nasce nella Contea di Culpeper, Virginia, il 15 maggio 1802, figlio di John e Rachel Ridgeway. Poco dopo la sua nascita la famiglia si trasferì in Kentucky, dove suo zio, David Trimble, era stato nominato membro del locale Congresso. Entrò successivamente nell'United States Military Academy di West Point, New York, dove si laureò nel 1822. Sebbene eccellesse negli studi in ingegneria, ottenne un brevetto da sottotenente d'artiglieria. Prestò servizio per i successivi dieci anni come tenente nel 3°, e poi nel 1°, Reggimento d'artiglieria dell'US Army. Abbandonò l'esercito nel maggio 1832, insieme a cinque compagni di corso a West Point, per entrare nell'emergente business delle costruzioni ferroviarie.
Nel corso del 1831 aveva convolato a nozze con Maria Cattell Presstman di Charleston, Carolina del Sud, che purtroppo morì nel 1855, e in secondo tempo sposò la di lei sorella, Ann Ferguson Presstman. Dal primo matrimonio ebbe due figli, David Churchill Trimble e William Presstman Trimble, che gli sopravvisse. Poco dopo aver lasciato l'esercito, Trimble si trasferì definitivamente nel Maryland, sotto la spinta della moglie, per tornare successivamente nel suo stato natale. Aiutò a designare il percorso della Baltimore and Ohio Railroad. In seguito divenne ingegnere edile per la Boston e Providence Railroad, ingegnere capo per la Pennsylvania Railroad, e poi per Baltimora and Susquehanna Railroad, la Philadelphia, Wilmington and Baltimora Railroad, e la Philadelphia and Baltimora Central Railroad. Tra il 1859 e il 1861 fu sovrintendente presso la Baltimora and Potomac Railroad.

### La guerra civile americana
All'inizio della guerra civile partecipò attivamente agli sforzi per limitare il movimento delle truppe dell'Unione da Washington, bruciando i ponti a nord di Baltimora. Quando si rese conto che il Maryland non voleva separarsi dagli Stati Uniti d'America, ritornò in Virginia e nel maggio 1861 si unì all'esercito provvisorio dello stato della Virginia con il grado di colonnello del genio. Il 9 agosto dello stesso anno fu nominato generale di brigata del Confederate States Army, e quindi assegnato alla costruzione di batterie d'artiglieria lungo il fiume Potomac e poi delle difese di Norfolk, Virginia. In seguito assunse il comando di una Brigata appartenente all'Armata Confederata del Potomac (progenitrice dell'Armata della Virginia del Nord). Tale brigata di fanteria disponeva di quattro reggimenti, ognuno appartenente ad uno stato diverso, ed egli operò tanto efficacemente da renderla un'efficiente unità da combattimento.
Trimble entrò in azione nel 1862 agli ordini del generale Thomas J. "Stonewall" Jackson durante la campagna della valle dello Shenandoah. Si distinse nella battaglia di Cross Keys, avvenuta l'8 giugno, respingendo un attacco delle truppe unioniste guidate dal maggior generale John C. Fremont, per poi prendere l'iniziativa contrattaccando e mettendole in rotta. Durante la battaglia di Seven Days combattuta da Jackson fuori Richmond, in Virginia, la sua brigata fu poco impegnata, ma si batté duramente in quella di Battaglia di Gaines Mill. Dopo l'infruttuoso attacco di Malvern Hill chiese l'autorizzazione a sferrare un attacco notturno, che però gli venne rifiutata.
Durante la Campagna della Virginia settentrionale la brigata di Trimble combatté durante la battaglia di Cedar Mountain, e sconfisse una brigata unionista a Freeman's Ford verso la metà del mese di agosto. La brigata marciò assieme all'armata di Jackson contro le forze unioniste al comando del maggior generale John Pope, e Trimble svolse un ruolo importante durante le operazioni contro la stazione ferroviaria di Manassas. La sua Brigata si impadronì di importante deposito di approvvigionamenti posizionato nelle retrovie dell'armata unionista. La marcia forzata di Trimble e l'azione contro la stazione di Manassas ricevettero gli elogi di Jackson, che disse è la più brillante azione che sia venuta alla mia conoscenza durante l'attuale guerra. Questa manovra costrinse il generale Pope ad attaccare le forti posizioni difensive di Jackson, subendo una dura sconfitta nel corso della seconda battaglia di Bull Run. Trimble fu gravemente ferito ad una gamba, a causa di un proiettile esplosivo, durante la battaglia del 29 agosto.
Anche se evitò l'amputazione dell'arto, la sua riabilitazione fu molto lenta. Per molti mesi i medici che curavano la ferita trovavano periodicamente frammenti ossei che dovevano essere estratti. A novembre sviluppò una forma di erisipela e un probabile caso di osteomielite, e le sue ambizioni per la promozione al comando di divisione furono bloccate fino a quando non fosse stato in grado di tornare in servizio attivo. Il suo desiderio di ottenere una promozione era ormai abbondantemente chiaro ai suoi colleghi, e in un caso prima che l'esercito si trasferisse a nord di Manassas, egli disse (probabilmente scherzando): Generale Jackson, prima che questa guerra sia finita, ho intenzione di essere un importante Generale o un cadavere!. Jackson scrisse una forte lettera di raccomandazione, anche se la temperò includendo la frase: Io non lo considero dotato di buona disciplina.
Durante la convalescenza si impegnò in una campagna di lettere di protesta, al fine di ottenere la sua promozione e di contestare l'affermazione di Jackson. Scrisse all'aiutante generale Samuel Cooper: se devo avere la promozione la voglio subito e ho una particolarmente richiesta, che la data possa essere il 26 agosto, giorno della cattura di Manassas. Durante questo periodo Trimble ebbe dei contrasti anche con il maggior generale James Ewell Brown Stuart, per via dei loro divergenti rapporti sulla battaglia. Stuart si assegnava il merito principale della cattura del deposito di approvvigionamenti dell'Unione.
Ottenne la desiderata promozione a maggiore generale il 17 gennaio 1863, ed ebbe il comando della vecchia divisione di Jackson, ma continuava a non poté esercitarlo per via delle pessime condizioni di saluta in cui versava. Nella battaglia di Chancellorsville fu il brigadiere generale Raleigh E. Colston, il più anziano generale di brigata in servizio, a comandare la Divisione di Trimble. Una recrudescenza della malattia lo costrinse a cedere il comando della Divisione, appartenente al II Corpo d'Armata, al maggior generale Edward "Allegheny" Johnson. come compensazione, il 28 maggio 1863, assunse il comando militare del Distretto della Valle, situato nella Valle dello Shenandoah.
Entro giugno 1863 il generale Robert Edward Lee comandante dell'Armata Confederata della Virginia Settentrionale attraversò il fiume Potomac per dare inizio alla Campagna di Gettysburg. Nel disperato tentativo di tornare in azione, soprattutto perché aveva familiarità con il sistema ferroviario della zona di operazioni, entrò senza formale permesso nel Quartier Generale di Lee, perorando la sua causa. Venne mandato a nord, per raggiungere il II Corpo d'armata del tenente generale Richard S. Ewell che marciava sulla strada per Harrisburg, Pennsylvania, unendosi al suo Stato Maggiore come soprannumerario, o alto ufficiale senza un comando. Lui e il generale Ewell litigarono spesso a causa di questa strana disposizione, ma soprattutto per la mancanza di tatto di Trimble.
Nella battaglia di Gettysburg il II Corpo d'armata raggiunse il campo di battaglia all'inizio del pomeriggio del primo giorno, il 1º luglio 1863, sconfiggendo ad Oak Ridge l'XI Corpo d'armata unionista al comando del maggior generale Oliver Otis Howard. Dopo la parziale vittoria Ewell si diresse a sud, attraverso la città, verso la Cemetery Hill. Dopo aver esaminato la posizione ritenne di non doverla occupare, appoggiato in questa decisione da alcuni subordinati. Ewell e Trimble entrarono in aperto contrasto per via della mancata occupazione di una collina boscosa, la Culp's Hill, posta in posizione dominante su quella del Cimitero e lontana da essa circa mezzo miglio. Trimble spinse per un attacco da effettuarsi subito occupando la posizione, al fine di acquisire il vantaggio tattico, ma Ewell gli obiettò di avere ricevuto esplici ordini da Lee di non impegnare battaglia fino a che tutte le forze confederate non fossero giunte in posizione. Per tanto egli avrebbe aspettato di ricevere ordini diretti prima di impegnare le sue truppe in un combattimento generale. Alle nuove obiezioni di Trimble, il generale Ewell fece terminare bruscamente la conversazione. Alcuni testimoni riferirono che la sua impaziente risposta fu: Quando ho bisogno dei consigli di un giovane ufficiale generalmente lo chiedo. Essi dichiararono che Trimble, disgustato, gettò la sua spada ai piedi di Ewell e se ne andò. Una versione più colorata di questo racconto è stato immortalata nel romanzo di Michael Shaara, The Killer Angels.
Il 3 luglio 1863 fu uno dei tre comandanti di divisione che parteciparono alla carica di Pickett. Dovette sostituire alla testa della sua Divisione il maggiore generale William Dorsey Pender, che aveva sostituito a sua volta il tenente generale Ambrose Powell Hill, ferito il giorno precedente, al comando del III Corpo d'armata. Egli non conosceva assolutamente le sue nuove truppe, e ciò gli procurò un grande svantaggio nel comando. La sua divisione partecipò all'attacco sul lato sinistro dello schieramento confederato, avanzando appena dietro la divisione guidata dal generale di brigata James Johnston Pettigrew. Durante le fasi dell'attacco, mentre guidava l'assalto montando il suo cavallo Jinny, fu ferito alla gamba sinistra, la stessa colpita durante la seconda battaglia di Bull Run.
Nonostante la sensazione di svenimento, il sessantunenne generale fu in grado di camminare fino alla linea confederata sul Seminary Hill. La gamba venne amputata dal dottor Hunter McGuire, ma egli non poté seguire le forze confederate, a causa della paura di contrarre infezioni nel corso del lungo viaggio in ambulanza verso la Virginia. Quando il 6 luglio l'esercito confederato iniziò la ritirata verso si decise di lasciarlo alle cure di una famiglia di Gettysburg. Trimble si lamentò amaramente che se la gamba non era stata amputata durante la seconda battaglia di Bull Run, il proiettile non l'aveva mancata in questa occasione. Fu trattenuto presso il Seminary Hospital di Gettysburg fino alla fine del mese di agosto, quando fu considerato formalmente prigioniero di guerra. Della carica effettuata a Gettysburg il terzo giorno Trimble disse: Se gli uomini che ho avuto l'onore di comandare quel giorno non poterono prendere quella posizione, neanche l'inferno c'è l'avrebbe fatta.

### Dopo la guerra
La battaglia di Gettysburg segnò la fine della sua carriera militare. Trascorse l'anno e mezzo successivo nelle mani degli unionisti, dapprima sull'isola di Johnson e poi a Fort Warren. Egli non fu rilasciato sulla parola subito dopo la cattura, perché l'ex Segretario di Stato alla Guerra degli Stati Uniti Simon Cameron lo sconsigliò vivamente, citando la formidabile conoscenza di Trimble del sistema ferroviario del nord. Nel marzo 1865 il tenente generale Ulysses S. Grant ordinò a Trimble da portarsi a City Point, Virginia, per uno scambio di prigionieri, ma quando vi giunse l'esercito di Lee si era già ritirato ad Appomattox. Venne finalmente rilasciato sulla parola a Lynchburg, Virginia, il 16 aprile 1865, subito dopo la resa di Lee.
Dopo la fine guerra, dotato di una protesi artificiale, tornò a Baltimora, nel Maryland, per riprendere il suo lavoro di ingegnere. Si spense in quella città il 2 gennaio 1888, e fu sepolto presso il Green Mount Cemetery, considerato forse il più famoso abitante del Maryland che abbia combattuto per la Confederazione. In quella città, nel 1849, aveva costruito la storica President Street Station, divenuta la più antica stazione ferroviaria degli Stati Uniti d'America. Fu completamente restaurata nel 1997 per servire come Civil War Museum di Baltimora.

### Nei media popolari
Nei film Gettysburg e Gods and Generals il personaggio di Isaac Trimble è stato interpretato dall'attore William Morgan Sheppard.

### Pubblicazioni
- (EN) Gustave Joseph Fiebeger, Isaac Ridgeway Trimble, in Dumas Malone (a cura di), Dictionary of American Biography, Vol. 18., Chapel Hill, American Council of Learned Societies, Scribner's, 1936, OCLC 796804.
- (EN) Robert Krick, Isaac Ridgeway Trimble, in William C. Davis e Julie Hoffman (a cura di), The Confederate General, vol. 6, Harrisburg, PA, National Historical Society, 1991, ISBN 0-918678-68-4.
- (EN) Roger Long, Gen. Isaac R. Trimble in Captivity., in The Gettysburg Magazine, Chapel Hill, Issue One, luglio 1989.
- Isaac R. Trimble, The Battle and Campaign of Gettysburg., Southern Historical Society Papers 26, 1898.